# Lac-des-Rouges-Truites

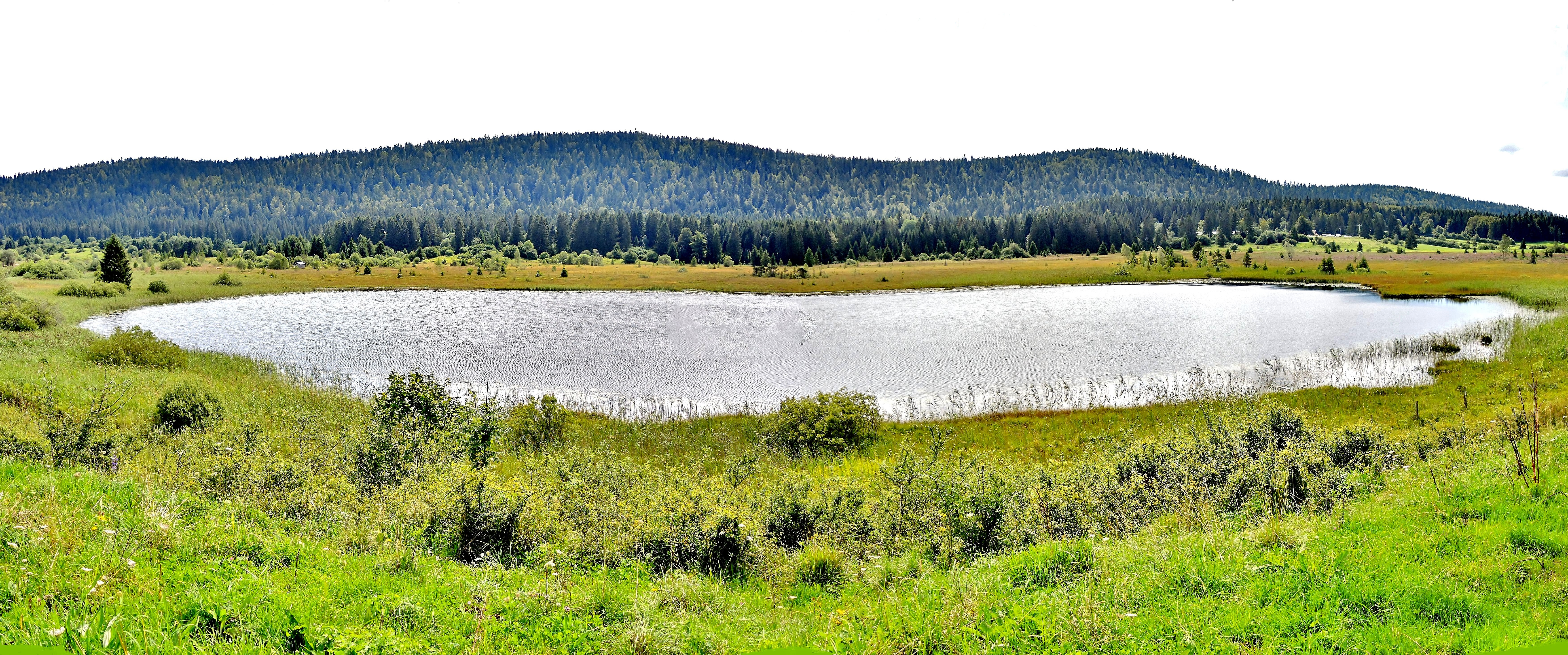
Panorama sur le lac des Rouges-Truites.

Lac-des-Rouges-Truites est une commune française située dans le département du Jura, dans la région culturelle et historique de Franche-Comté et la région administrative Bourgogne-Franche-Comté.

## Géographie

### Localisation
La commune de Lac-des-Rouges-Truites est située entre les villes de Champagnole, une quinzaine de kilomètres au nord, et Morez, une dizaine de kilomètres au sud, en direction de la Suisse.
Le territoire communal s'étire au pied du Mont Noir, sur une longueur de 5 kilomètres environ, à l'est de Saint-Laurent-en-Grandvaux, le chef-lieu du canton.
La commune est constituée de plusieurs hameaux : le Maréchet, le Mont Noir, le Voisinal, les Thévenins où se trouvent la mairie et l'église ainsi que le cimetière communal, et les Martins. Le nom de la commune vient du lac qui se trouve au centre, le Lac des Rouges Truites, à 919 mètres d'altitude. À l'ouest, la frontière de la commune est formée par un ruisseau : la Lemme.
La commune est desservie par la route départementale D 437n, reliant la commune à la RN 5.
Toute la moitié méridionale de la commune est couverte par une forêt qui domine la vallée du lac des Rouges Truites : la forêt du Mont Noir, plus de 1000 mètres d'altitude. On peut y faire des randonnées pédestres, notamment aux alentours de la Croix de la Choulette, du VTT et du ski de fond.
|                                           | Foncine-le-Bas                      | Chapelle-des-Bois (Doubs) |
| Fort-du-Plasne Saint-Laurent-en-Grandvaux | Lac-des-Rouges-Truites              | Morbier                   |
|                                           | Saint-Laurent-en-Grandvaux, Morbier |                           |

### Climat
Pour des articles plus généraux, voir Climat de la Bourgogne-Franche-Comté et Climat du département du Jura.
En 2010, le climat de la commune est de type climat de montagne, selon une étude du Centre national de la recherche scientifique s'appuyant sur une série de données couvrant la période 1971-2000. En 2020, Météo-France publie une typologie des climats de la France métropolitaine dans laquelle la commune est exposée à un climat de montagne ou de marges de montagne et est dans la région climatique  Jura, caractérisée par une forte pluviométrie en toutes saisons (1 000 à 1 500 mm/an), des hivers rigoureux et un ensoleillement médiocre. 
Pour la période 1971-2000, la température annuelle moyenne est de 7,1 °C, avec une amplitude thermique annuelle de 15,7 °C. Le cumul annuel moyen de précipitations est de 1 842 mm, avec 14,4 jours de précipitations en janvier et 10,7 jours en juillet. Pour la période 1991-2020, la température moyenne annuelle observée sur la station météorologique de Météo-France la plus proche, « Cerniébaud », sur la commune de Cerniébaud à 16 km à vol d'oiseau, est de 7,9 °C et le cumul annuel moyen de précipitations est de 1 786,6 mm. 
La température maximale relevée sur cette station est de 35 °C, atteinte le 25 juillet 2019 ; la température minimale est de −26,5 °C, atteinte le 12 janvier 1987,,. 
Les paramètres climatiques de la commune ont été estimés pour le milieu du siècle (2041-2070) selon différents scénarios d'émission de gaz à effet de serre à partir des nouvelles projections climatiques de référence DRIAS-2020. Ils sont consultables sur un site dédié publié par Météo-France en novembre 2022.

## Urbanisme

### Typologie
Au 1er janvier 2024, Lac-des-Rouges-Truites est catégorisée commune rurale à habitat très dispersé, selon la nouvelle grille communale de densité à sept niveaux définie par l'Insee en 2022.
Elle est située hors unité urbaine. Par ailleurs la commune fait partie de l'aire d'attraction de Hauts de Bienne, dont elle est une commune de la couronne,. Cette aire, qui regroupe 7 communes, est catégorisée dans les aires de moins de 50 000 habitants,.

### Occupation des sols
L'occupation des sols de la commune, telle qu'elle ressort de la base de données européenne d’occupation biophysique des sols Corine Land Cover (CLC), est marquée par l'importance des forêts et milieux semi-naturels (62,8 % en 2018), une proportion identique à celle de 1990 (62,8 %). La répartition détaillée en 2018 est la suivante : 
forêts (62,8 %), prairies (28,7 %), zones agricoles hétérogènes (6,7 %), zones humides intérieures (1,8 %). L'évolution de l’occupation des sols de la commune et de ses infrastructures peut être observée sur les différentes représentations cartographiques du territoire : la carte de Cassini (XVIIIe siècle), la carte d'état-major (1820-1866) et les cartes ou photos aériennes de l'IGN pour la période actuelle (1950 à aujourd'hui).

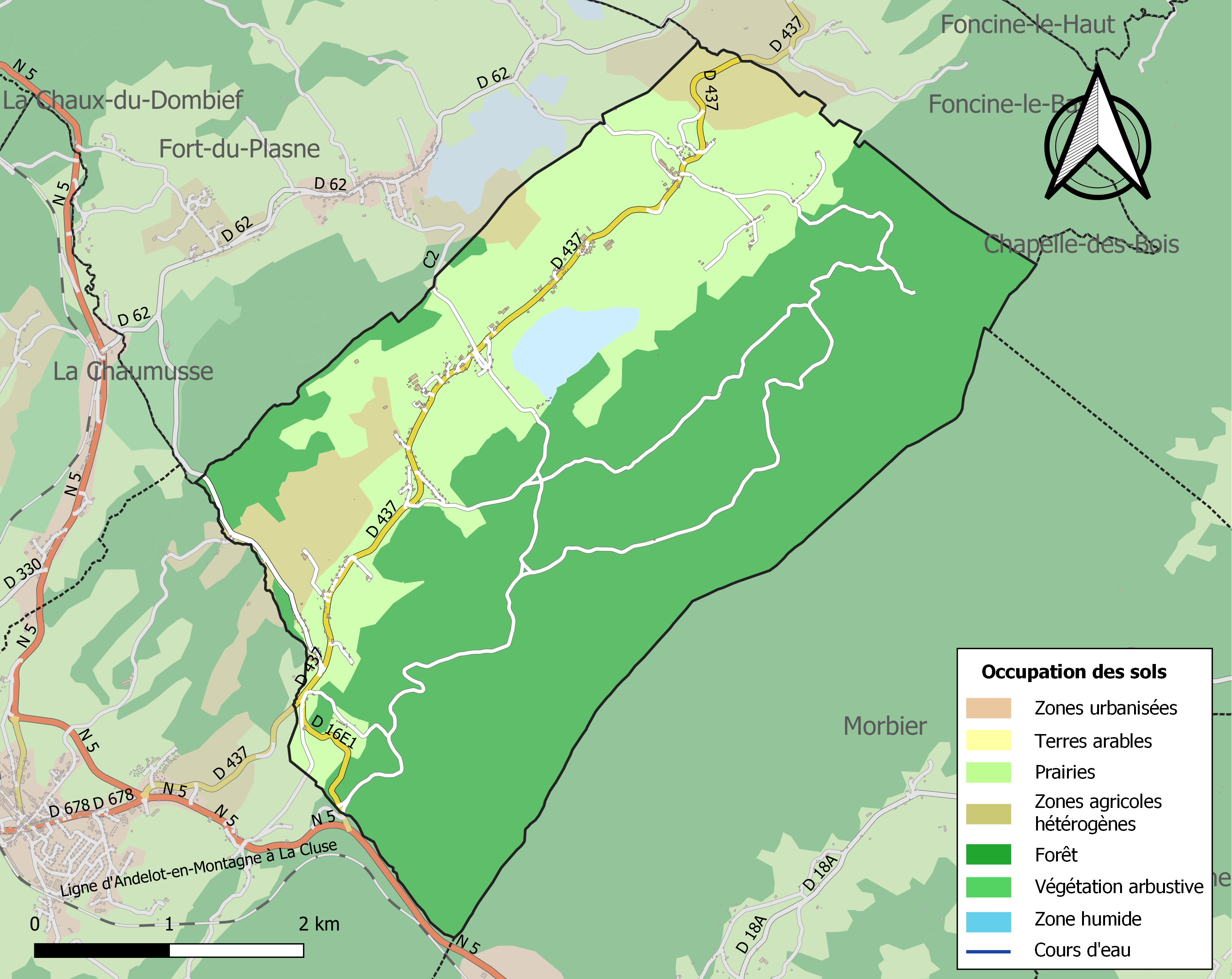
Carte des infrastructures et de l'occupation des sols de la commune en 2018 (CLC).

## Histoire
La commune était autrefois desservie par les Chemins de fer vicinaux du Jura, avec une gare aux Martins, une au Maréchet et une autre au Lac-des-Rouges-Truites.

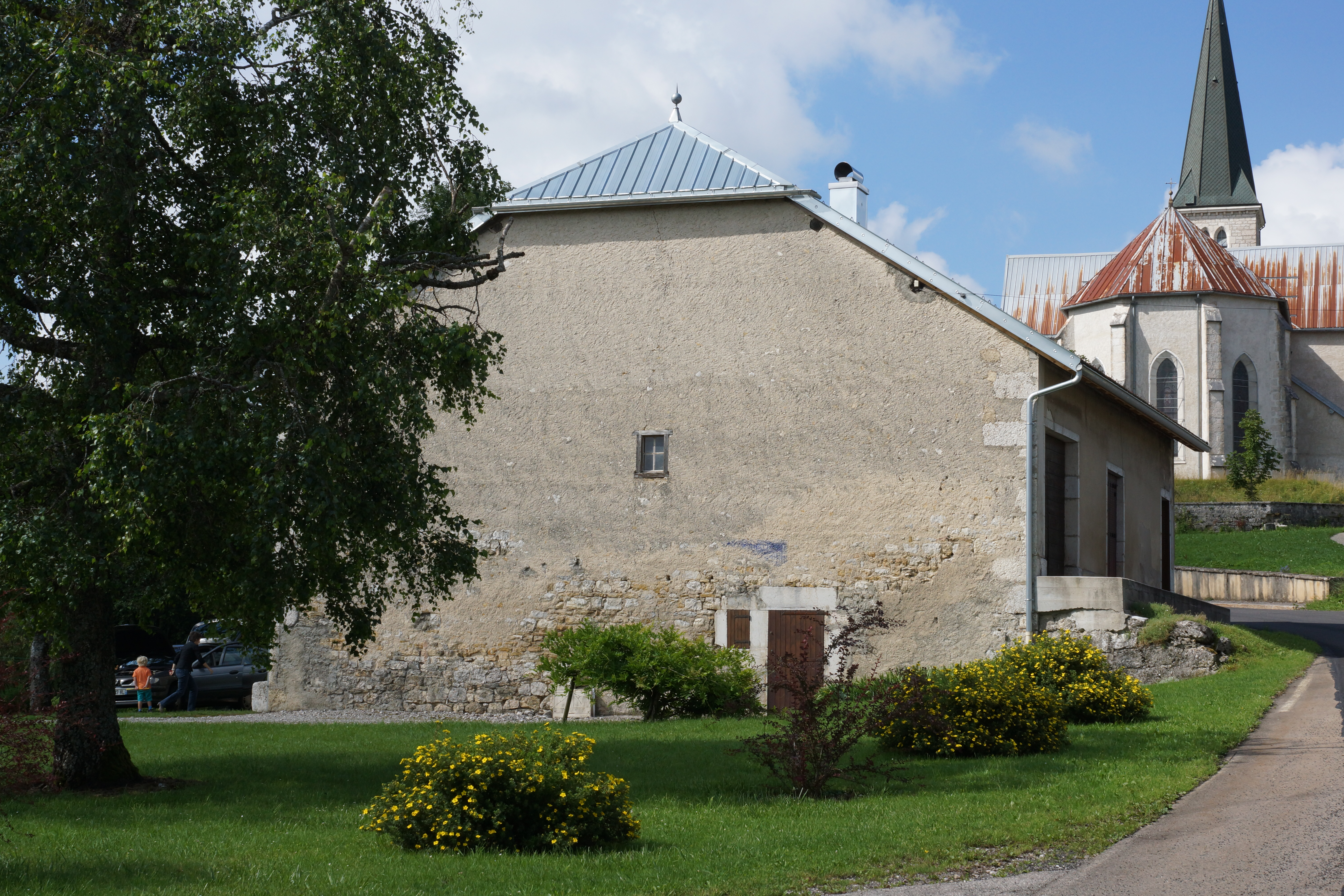
commune de Lac-des-Rouges-Truites, une ancienne ferme comtoise et l'église du village.
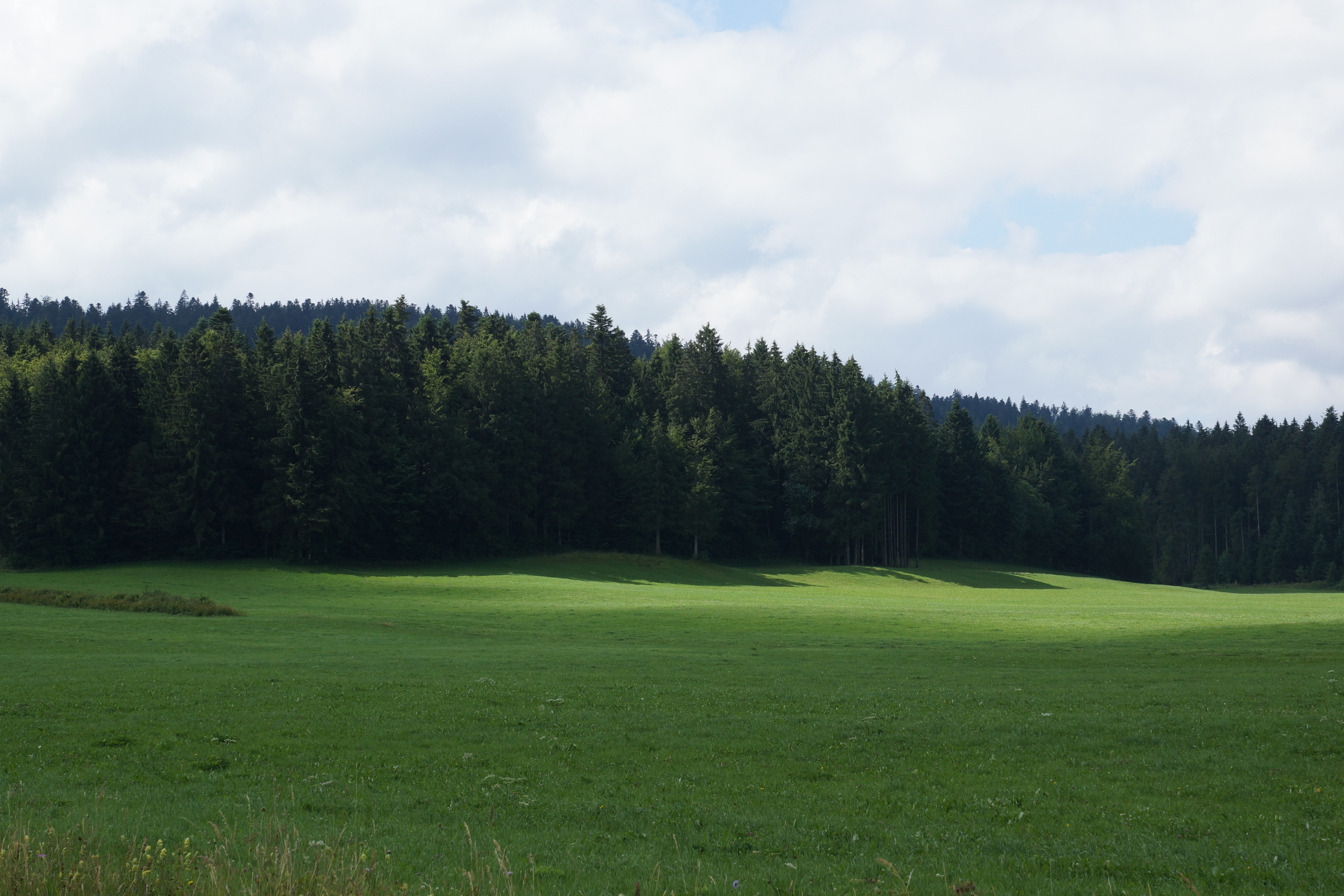
commune de Lac-des-Rouges-Truites, jeu d'ombres et de lumière sur la forêt du Mont-Noir.
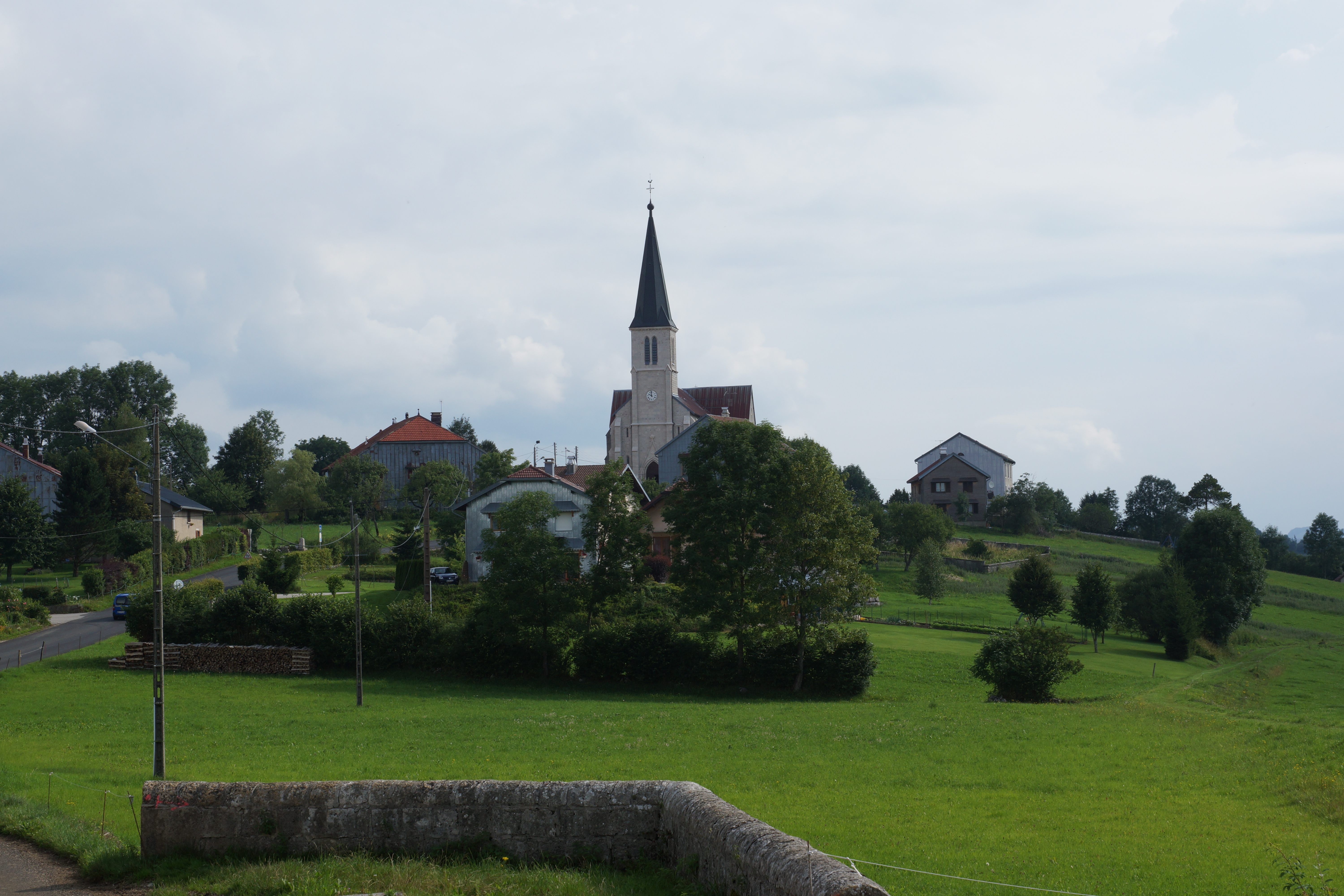
commune de Lac-des-Rouges-Truites, l'église et le hameau des Thévenins.

## Politique et administration
| Période    | Période   | Identité                | Étiquette | Qualité |
| ---------- | --------- | ----------------------- | --------- | --- |
| avant 1981 |           | Henri Fumey-Badoz       |           | |
|            | 1989      | Guy Vionnet             |           | |
| 1989       | 1990      | Gilbert Bourgeois-Moine |           | |
| mars 1990  | mars 2008 | Denis Bailly Maitre     | UMP       | Conseiller général du canton de Saint-Laurent-en-Grandvaux (1994-2008) Vice Président du Conseil Général du Jura |
| mars 2008  | mars 2014 | Bernard Bouvier         |           | |
| mars 2014  | En cours  | Jean Richard            | DVD       | |

## Population et société

### Démographie
L'évolution du nombre d'habitants est connue à travers les recensements de la population effectués dans la commune depuis 1793. Pour les communes de moins de 10 000 habitants, une enquête de recensement portant sur toute la population est réalisée tous les cinq ans, les populations de référence des années intermédiaires étant quant à elles estimées par interpolation ou extrapolation. Pour la commune, le premier recensement exhaustif entrant dans le cadre du nouveau dispositif a été réalisé en 2007.

En 2022, la commune comptait 395 habitants, en évolution de −0,25 % par rapport à 2016 (Jura : −0,81 %, France hors Mayotte : +2,11 %).
| 1793 | 1800 | 1806 | 1821 | 1831 | 1836 | 1841 | 1846 | 1851 |
| ---- | ---- | ---- | ---- | ---- | ---- | ---- | ---- | ---- |
| 853  | 913  | 888  | 790  | 737  | 710  | 687  | 658  | 677  |

| 1856 | 1861 | 1866 | 1872 | 1876 | 1881 | 1886 | 1891 | 1896 |
| ---- | ---- | ---- | ---- | ---- | ---- | ---- | ---- | ---- |
| 670  | 618  | 591  | 549  | 536  | 541  | 551  | 513  | 419  |

| 1901 | 1906 | 1911 | 1921 | 1926 | 1931 | 1936 | 1946 | 1954 |
| ---- | ---- | ---- | ---- | ---- | ---- | ---- | ---- | ---- |
| 485  | 458  | 393  | 347  | 357  | 383  | 374  | 310  | 303  |

| 1962 | 1968 | 1975 | 1982 | 1990 | 1999 | 2006 | 2007 | 2012 |
| ---- | ---- | ---- | ---- | ---- | ---- | ---- | ---- | ---- |
| 273  | 269  | 237  | 253  | 294  | 331  | 347  | 349  | 381  |

| 2017 | 2022 | - | - | - | - | - | - | - |
| ---- | ---- | - | - | - | - | - | - | - |
| 394  | 395  | - | - | - | - | - | - | - |

### Vie associative
Dans cette commune se trouve une association, appelée " l'association du lac des rouges truites " qui organise diverses activités (randonnées, ski,  voyages etc).

## Économie
Les activités de la commune sont essentiellement agricoles, avec quelques services. La majorité des habitants travaille dans les communes voisines.
Il y existe également le Domaine du Bugnon géré depuis 2019 par la SAS VAC NATURE qui exploite le site propriété de la commune. Vous y trouverez des hébergements touristiques (chambres, gites classées, camping classé avec hébergements atypiques) mais également un bar proposant soirée thématiques et concerts, des terrains de tennis, un sauna ouvert à tous, plus de 200 jeux de sociétés et diverses activités sont proposées toute l'année.

## Culture locale et patrimoine

### Lieux et monuments
- Lac des Rouges Truites ; ce lac fait partie du site Ramsar "Tourbières et lacs de la montagne Jurassienne" depuis février 2021[18].
- Église néo-gothique

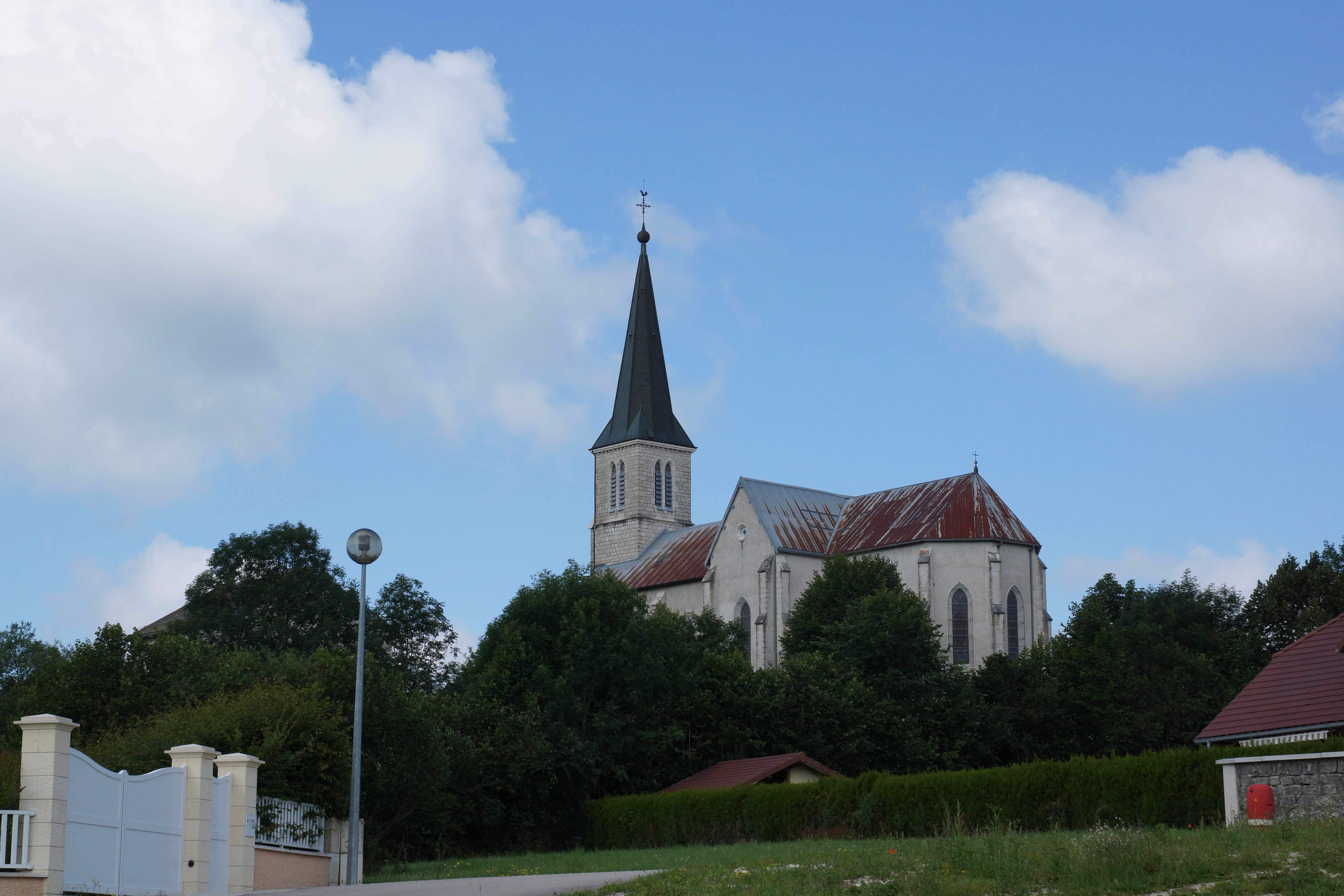
commune de Lac-des-Rouges-Truites, l'église du village.
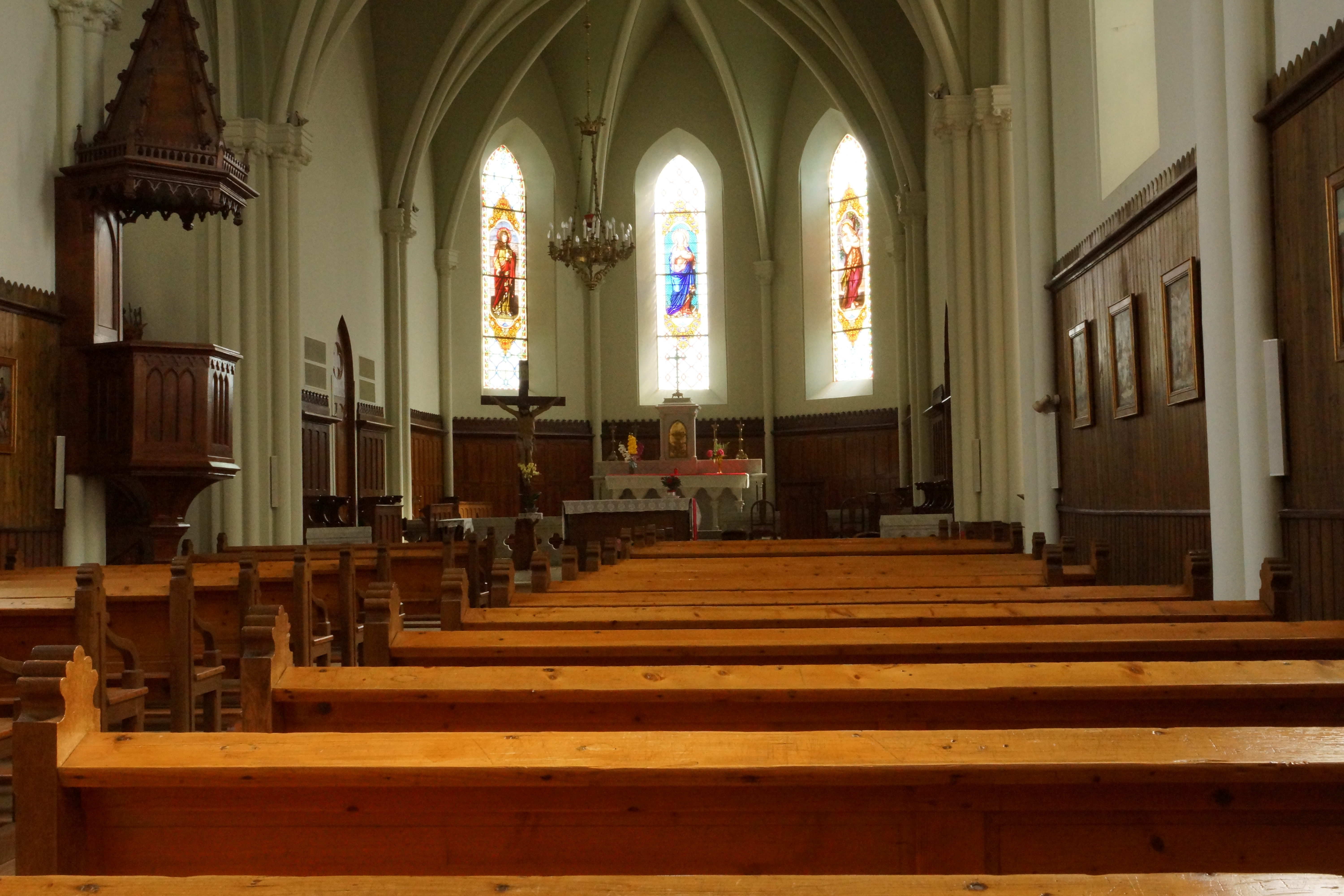
commune de Lac-des-Rouges-Truites, l'intérieur de l'église.